# Sancy (Meurthe e Mosella)
Sancy è un comune francese di 349 abitanti situato nel dipartimento della Meurthe e Mosella nella regione del Grand Est.

## Società

### Evoluzione demografica
Abitanti censiti